# Athetis nospes
Athetis nospes är en fjärilsart som beskrevs av Ludwig Carl Friedrich Graeser. Athetis nospes ingår i släktet Athetis och familjen nattflyn. Inga underarter finns listade i Catalogue of Life.